# Finsterweiling
Finsterweiling ist ein Gemeindeteil der Stadt Velburg im Landkreis Neumarkt in der Oberpfalz in Bayern.

## Geographische Lage
Das Dorf liegt im Oberpfälzer Jura, 3,5 km südwestlich von Velburg und nordwestlich von Oberweiling im Tal des Waidhauser Baches, einem Seitental der Schwarzen Laber.

## Geschichte
Mit den Walichern ließen sich vor ca. 1000 Jahren in der Gegend die ersten Siedler nieder. Vom späten Mittelalter bis ins 18. Jahrhundert befand sich in dem Ort ein Schloss, das in den 1960er Jahren abgerissen wurde. Die übergebliebenen Reste des Fundaments sind als Bodendenkmal geschützt.
Mit dem zweiten bayerischen Gemeindeedikt (1818) wurde Finsterweiling Teil des neu gegründeten Steuerdistrikts (spätere Gemeinde) Oberweiling. Zwischen 1950 und 1964 verlor der nordöstliche Nachbarort Reckenhofen seinen Status als Ortsteil und ging in Finsterweiling auf (heutige Reckenhofener Straße).
Im Zuge der Gebietsreform in Bayern wurde am 1. Januar 1972 die Gemeinde Oberweiling und damit auch Finsterweiling in die Stadt Velburg eingegliedert.

## Baudenkmäler
Drei Objekte in dem Ort sind denkmalgeschützt, unter anderem eine Kapelle aus dem 19. Jahrhundert.
→ Liste der Baudenkmäler in Finsterweiling